# Руска империя
Руска империя (на руски: Российская империя) e официално название на Русия от 1721 до 1917 г. Названието е въведено от Петър I, който приема титлата император. Столицата на Руската империя е град Санкт Петербург (от 1914 – Петроград).

## География
Територията на Руската империя към края на 19 в. е 22,4 млн. кв. км.
В страната живеят повече от 100 народа, от които руснаците съставят 43% от населението. В състава на Руската империя влизат Прибалтика, Украйна, Беларус, част от Полша (Полско царство в Руската империя), Бесарабия, от 19 век Финландия (Велико финландско княжество), Кавказ, Казахстан, Централна Азия и др.
По преброяване от 1897 г. населението съставлява 128,2 млн. души (в това число населението на Европейска Русия 93,4 млн. души). В началото на Първата световна война населението (без Сибир, централна Азия и Кавказ) на Руската империя е около 150 млн. души.

## История
На 22 октомври (2 ноември) 1721, след края на Северната война, Петър I приема титлата Император Всерусийски и Баща на Отечеството. През 1722 г. Петър създава Таблица на чиновете, която определя нивата във военната и гражданска йерархия и остава в сила до падането на монархията през 1917 г. Също така е премахната длъжността патриарх, а на негово място е създаден Свети синод от 10 членове, оглавяван от императора. През 1724 г. Петър коронясва жена си Екатерина I за императрица, но управлява до смъртта си на 8 февруари 1725.
Екатерина I става първата жена монарх в руската история. Тя намалява разходите за армията и освобождава от данъци обикновеното население. Императрицата управлява само 2 години, след като умира през 1727. За владетел е обявен Петър II, благодарение на Александър Меншиков. По-късно Петър II премахва Меншиков от властта. Императорът умира ден преди сватбата си през 1730 г. С помощта на Върховния таен съвет на престола се възкачва дъщерята на цар Иван V, Анна Ивановна. При нейното управление много от управленческите постове са заемани от немци. Сред тях са Ернст Йохан Бирон, външният министър Андрей Остерман и военният министър Бурхард Мюних.
През 1736 г. Русия започва война срещу Османската империя, но губи повечето от завладените територии. Малко преди смъртта си Анна посочва за свой наследник племенника си Иван VI, но тъй като е малолетен, управлява под регентството на майка си Анна Леополдовна. Той обаче остава на трона само година, след като е свален от Елисавета Петровна, дъщеря на Петър I. Иван е заточен в крепостта Дюнамюнде в Рига. По нейно време е открит първият университет в империята и са премахнати вътрешнодържавните митници. Русия участва в Седемгодишната война на страната на Австрия и Франция и успява да окупира източна Прусия, разгромявайки прусите в битката при Грос-Егерсдорф. Смъртта на Елисавета и възкачването на престола на Петър III спасяват Прусия от унищожение. Петър се съюзява с прусите и обявява война на Дания. Няколко месеца след възкачването му на престола, той е свален от съпругата си София Фредерика Августа, която се коронова под името Екатерина.
Под управлението на Екатерина империята започва експанзия, като към нея са присъединени Бесарабия, Кубанска област, Ставрополската губерния и други. При разпадането на Жечпосполита Русия също получава територии. През 1768 г. империята обявява война на Османската империя и печели излаз на Черно море. Също така са основани много градове като Одеса, Николаев и Херсон, а Кримското ханство получава независимост от османците. През 1773 г. започва „Селската война“, в която казаците въстават срещу управлението, водени от Емелян Пугачов. Бунтът е смазан, а Пугачов – пленен. През 1787 г. Османската империя отново обявява война на Русия с цел да си върне Крим, но губи. Междувременно шведският крал Густав III опитва да превземе Санкт Петербург, но след намесата на Дания на страната на Русия през 1790 г. е сключен мир. През 1791 г. е създадена Линия на уседналост с цел цялото еврейско население на страната да бъде концентрирано в определена територия. След смъртта на Екатерина през 1796 г., на власт идва синът ѝ Павел I. През първата година от управлението си отменя много от нововъведенията на Екатерина II. Той уволнява повечето от командния състав на армията – общо 7 фелдмаршала и 333 генерали. През март 1801 г. е убит от заговорници в имението Ропша.
Наследен е от сина си Александър. Той е коронован на 15 септември 1801 г. в Успенската църква в Москва. С указ от 1802 г. Сенатът става върховен орган, контролиращ административната и съдебната власт. През септември същата година са учредени 8 министерства: на външните работи, на военно-сухопътните сили, на вътрешните работи, на финансите, на правосъдието, на търговията и на просветата. Също така са основани още 5 университета: Дерптски (1802), Виленски (1803), Харковски, Казански (и двата през 1804) и Петербургски педагогически институт, който по-късно също става университет.
От 1805 г. империята участва в антифренската коалиция. След като армията на Александър е разгромена, той е принуден да сключи мир с Наполеон. Междувременно на юг Русия води война с Османската империя, след като турците принуждават владетелите на Молдова и Влашко да се откажат от престола. През юни 1812 г. Франция обявява война на Русия. На страната на Наполеон се включват Австрия, Швейцария и Прусия. За няколко месеца руските войски разгромяват Великата армия, а след Виенския конгрес, начело с Александър I, навлизат в Париж. В края на 1815 г. императорът създава военни селища. Те се намират предимно в граничните окръзи на империята. През 1820 г. избухват въстания на селяни и казаци, но те бързо са потушени. На следващата година в армията е въведена тайна полиция и са забранени масонски организации като „Съюз за спасение“ и „Съюз на обединените славяни“. На 16 август 1823 г. Александър I провъзгласява за свой наследник брат си Николай Павлович.
След смъртта на Александър през ноември 1825 г., избухва въстанието на Декабристите. Около 3000 военнослужещи протестират срещу възкачването на Николай на престола. Те обаче са разгромени от царските войски. Лидерите на въстанието са обесени, като това са първите смъртни присъди от времето на Екатерина Велика насам. По времето на Николай I започва строителството на първите железопътни линии в страната. На 1 май 1836 г. започва строителството на линията Санкт Петербург–Царско село–Петропавловск. В средата на 19 в. избухва Кримската война, която Русия губи и влиянието ѝ в Европа отслабва. Русия отстъпва Княжество Молдова на Османската империя. В хода на войната Николай I умира и на престола се възкачва Александър II. Той извършва редица демократични промени като отмяната на крепостното право, поради което е наречен „Освободител“. Води успешни войни в Средна Азия и присъединява Туркмения. Александър продава Аляска на САЩ за период от 100 години през 1867 г. През 1967 г. правителството на СССР нямало формално основание да иска връщането на Аляска, защото след Октомврийската революция Ленин анулира всички договори, сключени от Руската империя. През 1877 г. императорът повежда война срещу Османската империя с цел да осигури излаз на Руската империя на топло море. Въпреки успешната война Руската империя не успява да задържи контрола над източните Балкани и в резултат на това се появяват няколко държави (България, Сърбия, Черна гора), които се освобождават от османското владичество. На 3 март 1878 г. двете страни подписват Санстефанския договор, който усилва влиянието на Русия и урежда, макар и неокончателно, обособяването на Третата българска държава след близо пет века османско владичество в България.
В края на 19 в. като идеология се разпространява народничеството. Оформят се 4 основни фракции – консервативна, либерално-революционна, социално-революционна и анархическа. Една от известните организации, последователи на народничеството, е Народна воля. Тя извършва терористични актове, включително и атентати срещу императора. През 1879 г. Народна воля взривява влак на императора по железопътната линия от Ливадия до Москва, но Александър II не се намира в него. На 5 февруари 1880 г. те успяват да взривят трапезарията на Зимния дворец, в навечерието на тържествена вечеря в чест на българския княз Александър Батенберг. Двамата не са наранени, тъй като закъсняват за вечерята, но 67 души са убити или ранени. Александър II е убит на 13 март 1881 г. при атентат, осъществен от първомартовци. При преминаване на каретата му по централен площад в Санкт Петербург е взривена бомба. След като императорът слиза от колата, един от атентаторите – Игнатий Гриневицки, взривява себе си и императора с ръчна граната.
След убийството на Александър II на трона се възкачва синът му Александър III. Вътрешният министър Пьотър Валуев предлага на Александър да назначи регент, тъй като има голям риск да бъде убит. Императорът назначава за регент своя по-малък брат, великия княз Владимир Александрович. Политиката на Александър е по-консервативна. Отменя някои стари реформи и е против конституционно управление. Премахва автономията на университетите и поставя образованието под контрола на правителството и църквата. Той премахва и местното самоуправление на областите и губерниите. През 1882 г. са приети Майски закони, ограничаващи правата на евреите. След приемането им много руски евреи емигрират в САЩ. Александър издава и манифест за самодържавието, след което либералните министри подават оставка. По времето на Александър Русия се сближава с Франция и двете дърважи основават Френско-руски съюз през 1891 г.
Февруарската революция сваля монархическия режим на 1 (14) септември 1917. Николай II абдикира, а брат му Михаил Александрович отказва да заеме престола. Временното руско правителство обявява Русия за република.

## Държавно устройство
Руската империя е наследствена монархия, начело със самодържец император (от династия Романови). Господстващата православна църква е управлявана от императора чрез Синод. Поданиците на Руската империя се делят на 4 съсловия („състояния“): дворянство, духовенство, градски и селски жители. Местното население на Казахстан, Сибир и ред други райони имат отделен статут „състояние“. На герба на Руската империя е изобразен двуглав орел, държавен химн е „Боже, царя храни!“. Общодържавен език е руският.
Пълната титла на Негово Императорско Величество Николай II:
По божията милост, Ние, Николай II, Император и Самодържец Всеруски, Московски, Киевски, Владимирски, Новгородски; Цар Казански, Цар Астрахански, Цар Полски, Цар Сибирски, Цар Херсонски-Таврически, Цар Грузински; Господар Псковски и Велики княз Смоленски, Литовски, Волински, Подолски и Финландски; Княз Естландски, Лифландски, Курландски и Семигалски, Самогитски, Белистокски, Карелски, Тверски, Югорски, Пермски, Вятски, Български и други; Господар и Велик Княз Новгородски на ниските земи, Черниговски, Рязански, Полотски, Ростовски, Ярославски, Белозерски, Удорски, Обдорски, Кондийски, Витебски, Мстиславски и на всички северни земи Повелител; и Господар на Иверските, Карталинските, Кабардинските и на Арменските земи; Черкески и Планински княз и на други Наследствен Господар и Притежател, Господар Туркестански; Наследник Норвежки, Херцог Шлезвиг-Холщайнски, Стормарнски, Дитмарсенски и Олденбургски и прочее, и прочее, и прочее.
Повечето от титлите се дължат на многобройните му роднински връзки с европейски монарси, особено с кралете на Дания и кайзерите на Германската империя.

## Население и общество

### Брой
Населението на Руската империя расте от 14 млн. души през 1722 до 129 млн. през 1897. Според последното преброяване разпределението на населението по територии е било следното – Европейска Русия (включва по-голямата част от днешна Украйна, както и Молдова, Беларус, Литва, Латвия и Естония) – 94 244,1 хил. души, Полша – 9456,1 хил. души, Кавказ 9456,1 хил. души, Сибир 5784,5 хил. души, Средна Азия 7747,1 хил. души и Финландия 2555,5 хил. души. Най-голям град е бил Санкт-Петербург, а второ място е заемала Москва.

### Етнически състав
Делът на най-големите народности на Русия в общото население (данни за 1917 г.): Руснаци („великоруси“) - 44,6%, украинци („малоруси“) - 18,1%, поляци - 6,5%, евреи - 4,2%, беларуси - 3,9%, казахи - 2,7%,  татари - 1,8%, финландци - 1,6% и др.

### Религия
Най-разпространено вероизповедание е било православното християнство, на второ място е бил ислямът. Други религии разпространени в империята били католицизмът, протестантството, юдаизмът и будизмът.

### Съсловия
Населението е било разделено на съсловия които са определяли правата и задълженията на всеки човек. Прехода от едно към друго съсловие е бил много труден, в някои случаи почти невъзможен. Съсловната система започва да отслабва към края на 19 век и поради редица реформи и заради постепенното развитие на капитализма, който намалява зависимостта на хората от съсловните им привилегии и задължения.
До първата половина на 19 век съсловията са били податни и неподатни (от рус. податок – данък). Първите (селяни и мещани) са плащали поголовен данък, имали са военна повинност, претърпявали са телесни наказания и са имали и други трудови задължения. Вторите не са имали тези задължения и са били около 10% от населението.
Най-привилегированото съсловие е било на благородниците наречени дворяни, които са обикновено са били едри помещици (притежаващи земя и с обработващите я селяни). Били са от два типа – заслужили и потомствени. Те са имали през по-голямата част от съществуването на империята ексклузивното право да служат в редица държавни институции и да учат във висшите учебни заведения. От тяхното съсловие са били набирани офицерите, имали са право да притежават родов герб, да носят шпаги и обращението към тях е било „Ваше Благородие“. Като численост са били около 1% от населението. Дворянството е било многонационално – към края на 19 век потомственото дворянство се състои от 53% са били руснаци; 28,6 % – поляци; 5,9 % – грузинци; 5,3 % – от татаро – тюркска група; 3,4 % – от литовско – латвийската группа; 2 % – немци (украинците и беларусите са били записвани като руснаци или поляци). Въпреки това е имало стремеж за русификация на дворяните с редица реформи. Многобройната шляхта на Жечпосполита и казаческото дворянство постепенно намаляват на брой след като земите и привилегиите на много благородници са отнети, и това декласиране води до захранване на трайна опозиция на царската власт, която се проявява в редица въстания през 19 век и националните движения на поляци и украинци.
Духовенството също е било сравнително привилегировано съсловие, като представителите му били лишени от трудова повинност и имали право на семинарно образование. Това съсловие, подобно на дворяните е било наследствено и е имало право на семинарно образование и са нямали военна повинност.
Купците (купечество) е съсловието които са се занимавало с търговия, те са плащали членски внос в търговски гилдии което им е давало право да се занимават с търговия и да притежават съответния капитал (например кораби) и правото на придвижване за да могат да се занимават с бизнес. Някои от тях са били доста богати, притежавали са царски грамоти даващи им монополии и чрез придобиване на земя или специални заслуги са се присъединявали към дворяните, а други от тях посредством банкрут и неплащане на членски внос са ставали обикновени градски жители.
Мещаните (градските жители) – това е второто по численост съсловие, след селяните. Думата произлиза от полски – mieszczanin, което значи гражданин. Били са дребни търговци и занаятчии в градовете, обединени в цехове. Подобно на крепостните селяни, тяхното придвижване е било ограничено, като е трябвало да имат специален паспорт за да напуснат града си. Имали са известно ниво на самоуправление, като са избирали кметовете на градовете. Първоначално са плащали поголовен данък а след реформите от втората половина на 19 век, процент от доходите си. Имали са възможност да получат образование и да влязат в съсловието на разночинците. Техния брой до втората половина на 19 век е бил малък, когато започва да се попълва от селяните, често заради данъчни облекчения.
Казаците са група от съсловия (имало е например отделно казашко духовенство, мещанство и дворянство) които са живеели в определени Казашки области, като например Дон и Кубан. Те са били освободени от поголовен данък и редовна военна служба, но е трябвало да служат на собствени разноски в отделни казашки формирования. Трябвало е при първо повикване от Военната колегия да се явяват на сборния пункт облечени в униформа, с кон и въоръжение. Те исторически са формирали автономни или независими държави, които постепенно се интегрират в империята (понякога насилствено) след редица въстания и реформи, като някои от тях като Гетманщината и Запорожката сеч в Украйна са разформировани в края на 18 век. Въпреки това заради военните им заслуги във войните срещу Османската империя и Наполеон те запазват известна степен на автономност и си запазват традиционния си начин на живот и управление.
Разночинците са били хора които поради особеността на професията си или образованието си не са се вписвали в другите съсловия. Много често са това наследници на хора от други съсловия, които не са наследили или са изгубили привилегии или повинности.
Селяните (мужици) са били група съсловия които са били огромното мнозинство на империята. Деляли са се на различни видове, но основно на държавни и помещичи, съответно прикрепени към държавни или частни земи. Това означавало е че са били на разположение на собствениците на земя (монарха или помещиците, основно дворяни), които са могли да ги продават заедно или отделно от нея. Не са имали право на свободно придвижване и са могли да бъдат наказани телесно.
Има различни интерпретации дали крепостничеството в Русия е било робство – от една страна, хората са могли да бъдат продадени или изгубени на карти, но от друга страна за разлика от робството в САЩ по същото време, крепостника е работел ограничено време за своя господар и закона го е защитавал от издевателства. Не са притежавали земя в съвременния смисъл на думата, но са имало право на обработване и на част от продукцията.
След 1861 г. селяните са освободени от унизителната лична зависимост от господарите си, като основно се превръщат в арендатори. Те остават силно зависими от земевладелците и чак през 1910 г. закона им дава право на собственост върху земята, включително с право тя да бъде наследена. Въпроса за земята става ключов по време на революциите през 1917 година, като в изборите за Учреждителното събрание първо, второ и трето място (съответно Социалистите-Революционери, Болшевиките и Украинският Социалистически Блок) са заети от партии с различни програми за увеличаване на дела на земята за селяните.
Пълна свобода на придвижването селяните в Руската империя не получават. Съветският съюз въвежда свои ограничения с паспорти, които селяните не получават. Така когато им се дават през 1974 г. това може да се смята за годината в която селяните окончателно получават лична свобода като останалите граждани, а 1861 година спират да бъдат роби.

## Административно деление
Територията на Руската империя административно се дели (от 1914 г.) на 81 губернии и 20 области, и 931 града. Част от губерниите и областите са обединени в генерал-губернаторства – Киевско, Кавказко, Сибирско, Туркестанско, Източносибирско, Приамурско, Московско. Официални васали на Руската империя са Бухарското ханство и Ханство Хива, а от 1914 г. като протекторат е присъединен Урянхайският край.

## Наука
В Руската империя почти няма възможности за посещаване на университети за жени. Императорските университети не предлагат места за жени, а женските висши училища предлагат места най-вече за православни рускини.

## Владетели
| Портрет | Име                                                    | Роден (а)                                       | Управлява от     | Семейство | Управлява до     | Починал (а)                                      |
| ------- | ------------------------------------------------------ | ----------------------------------------------- | ---------------- | --- | ---------------- | ------------------------------------------------ |
|         | Петър I Велики (Пётр I Великий)                        | 9 юни 1672 Москва, Руско царство                | 7 май 1682       | Син на Алексей Романов и Наталия Наришкина женен два пъти: Евдокия Лопухина 3 деца Марта Скорсовска (Екатерина I) 9 деца | 8 февруари 1725  | 8 февруари 1725 Санкт Петербург, Руска империя   |
|         | Императрица Екатерина I (Императрица Екатерина I)      | 15 април 1684 Линген, Херцогство Ливония        | 8 януари 1725    | Втора съпруга на Петър I 9 деца                                                                                          | 17 май 1727      | 17 май 1727 Санкт Петербург, Руска империя       |
|         | Петър II (Пётр II)                                     | 23 октомври 1715 Санкт Петербург, Руска империя | 18 май 1727      | Син на Алексей Петрович и Шарлота Люнебургска Внук на Петър I и Евдокия Лопухина неженен без деца                        | 30 януари 1730   | 30 януари 1730 Москва                            |
|         | Императрица Анна (Императрица Анна)                    | 7 февруари 1693 Москва                          | 30 януари 1730   | Дъщеря на Иван V Руски и Прасковя Салтикова женена веднъж: Фридрих Вилхелм Курландски нямат деца                         | 28 октомври 1740 | 28 октомври 1740 Санкт Петербург, Руска империя  |
|         | Иван VI (Иван VI)                                      | 23 август 1740 Санкт Петербург                  | 28 октомври 1740 | Правнук на Иван V Руски и Прасковя Салтикова неженен без деца                                                            | 6 декември 1741  | 16 юли 1764 Шлиселбург                           |
|         | Императрица Елисавета (Императрица Елизавета)          | 29 декември 1709 Коломенское                    | 6 декември 1741  | Дъщеря на Петър I и Екатерина I женена веднъж: Алексей Разумовски нямат деца                                             | 4 януари 1762    | 5 януари 1762 Санкт Петербург                    |
|         | Петър III (Пётр III)                                   | 21 февруари 1728 Кил, Германия                  | 5 януари 1762    | Внук на Петър I и Екатерина I женен веднъж: София фон Анхалт-Цербст Екатерина II 1 син ?                                 | 9 юли 1762       | 17 юли 1762 Ропша                                |
|         | Екатерина II Велика (Екатерина II Великая)             | 2 май 1729 Шчечин, Прусия, СРИ                  | 9 юли 1762       | Съпруга на Петър III 1 син ?<br>2 други незаконни деца                                                                   | 17 ноември 1796  | 17 ноември 1796 Санкт Петербург                  |
|         | Павел I (Павел I)                                      | 1 октомври 1754 Санкт Петербург                 | 17 ноември 1796  | Син на Петър III ? и Екатерина II женен два пъти: Наталия Алексеевна нямат деца Мария Фьодоровна 10 деца                 | 23 март 1801     | 23 март 1801 Мижайловски дворец, Санкт Петербург |
|         | Александър I Благословени (Александр I Благословенный) | 23 декември 1777 Санкт Петербург                | 24 март 1801     | Син на Павел I и Мария Фьодоровна женен веднъж: Елизавета Алексеевна 2 мъртвородени деца 9 други незаконни деца          | 1 декември 1825  | 1 декември 1825 Таганрог                         |
|         | Николай I Завоевател (Николай I Завоеватель)           | 6 юли 1796 Гатчина                              | 1 декември 1825  | Син на Павел I и Мария Фьодоровна Брат на Александър I женен веднъж: Александра Фьодоровна 7 деца                        | 2 март 1855      | 2 март 1855 Санкт Петербург                      |
|         | Александър II Освободител (Александр II Освободитель)  | 29 април 1818 Москва                            | 2 март 1855      | Син на Николай и Александра Фьодоровна женен веднъж: Мария Аликсандровна 8 деца                                          | 13 март 1881     | 18 март 1881 Санкт Петербург, Руска империя      |
|         | Александър III Миротворец (Александр III Миротворец)   | 10 март 1845 Санкт Петербург                    | 13 март 1881     | Син на Александър II и Мария Александровна женен веднъж: Мария Фьодоровна 6 деца                                         | 1 ноември 1894   | 1 ноември 1894 Ливадия, Крим                     |
|         | Николай II (Николай II)                                | 18 май 1868 Царское Село, Санкт Петербург       | 1 ноември 1894   | Син на Александър и Мария Фьодоровна женен веднъж: Александра Фьодоровна 5 деца                                          | 15 март 1917     | 17 юли 1918 Екатеринбург, Руска СФСР             |